# Hylodes perere
Espèce
Hylodes perere est une espèce d'amphibiens de la famille des Hylodidae.

## Répartition
Cette espèce est endémique de la Serra Negra dans l'État du Minas Gerais au Brésil. Elle se rencontre à Santa Bárbara do Monte Verde.

## Description
Hylodes perere mesure de 23 à 27 mm.

## Étymologie
Son nom d'espèce, du portugais Pererê, du nom du personnage du folklore des indiens du Brésil qui vit en forêt et en trouble le silence par ses cris et ses coups de sifflets, lui a été donné en référence à ses vocalisations au cours de la journée et en soirée.

## Publication originale
- Silva & Benmaman, 2008 : A new species of Hylodes Fitzinger from Serra da Mantiqueira, State of Minas Gerais, Brazil (Anura: Hylodidae). Revista Brasileira de Zoologia, vol. 25, no 1, p. 89-99 (texte intégral).